# Territoriale prelatuur Tefé
De territoriale prelatuur Tefé (Latijn: Praelatura Territorialis Tefensis) is een rooms-katholieke territoriale prelatuur met als zetel Tefé, in Brazilië. De territoriale prelatuur is suffragaan aan het aartsbisdom Manaus.

## Geschiedenis
De territoriale prelatuur werd opgericht op 23 mei 1910, als de apostolische prefectuur Tefé, uit delen van het bisdom Amazonas. Op 11 augustus 1950 werd het verheven tot territoriale prelatuur, en werd suffragaan aan het aartsbisdom Belém do Pará. Op 16 februari 1952 wisselde het van kerkprovincie en werd suffragaan aan het aartsbisdom Manaus. 

## Parochies
De territoriale prelatuur had in 2021 een oppervlakte van 263.835 km2 en telde 198.533 inwoners waarvan 63,0% rooms-katholiek was.

## Bisschoppen
- Miguel Alfredo Barrat (16 augustus  1910 - 1945)
- Joaquim de Lange (19 juli 1946 - 15 december 1982)
- Mário Clemente Neto (15 december 1982 - 19 oktober 2000; coadjutor sinds 31 juli 1980)
- Sérgio Eduardo Castriani (19 oktober 2000 - 12 december 2012; coadjutor sinds 27 mei 1998)
- Fernando Barbosa dos Santos (14 mei 2014 - 9 juni 2021)
- José Altevir da Silva (9 maart 2022 - heden)

Manaus (aartsbisdom) · Alto Solimões · Borba · Coari · Itacoatiara (territoriale prelatuur) · Parintins · Roraima · São Gabriel da Cachoeira · Tefé (territoriale prelatuur)